# Codonopsis levicalyx
Codonopsis levicalyx är en klockväxtart som beskrevs av Lian Dai Tai Shen. Codonopsis levicalyx ingår i släktet Codonopsis, och familjen klockväxter. Inga underarter finns listade i Catalogue of Life.